# 陰性書寫
陰性書寫（Écriture féminine）是一源自法國的女性主義文學理論，其意為將經驗置於語言之前，並提倡非線性、循環性的寫作，以迴避維持陽具中心的系統的論述方式。

## 背景
此名詞首先為愛蓮·西蘇（Hélène Cixous） 於〈梅杜莎的嘲笑〉(The Laugh of the Medusa)(1975)中所用，她主張女性必須書寫自己。而修華特（Elaine Showalter）進一步定義此為語言及文字中對女性身體及女性差異的刻寫。
陰性書寫由於語言並非中立的中介，故有質疑它是表達父權的工具。陰性書寫就能是男性書寫的對立，或讓女性逃出此定局的方式。對於西蘇而言，陰性書寫並非只向女性作家開放，她相信它可以，並曾經被男性作者所使用，如詹姆斯·喬伊斯。不過，由於西蘇論及陰性書寫的本質及起源時，常將與女性身體連上關係，故亦有指男性作者有機會作陰性書寫的想法，難以與她本人對陰性書寫的定義相容。
陰性書寫於法國及其他歐洲女性主義者中發展成熟，現時於英語為母語的學者中，已被承認為女性主義文學理論中的其中一門。愛蓮·西蘇、 莫尼克·維蒂格 、路思·伊瑞葛來（Luce Irigaray）及茱莉亞·克莉斯蒂娃（Julia Kristeva）是此運動的創始者，此外亦包括其他作家，而精神分析學於九十年代初期亦開始加入。而西蘇、 莫尼克·維蒂格 、伊瑞葛來及克莉斯蒂娃四人有時會被統稱為法國女性主義者，雖然 Mary Klages 指出應稱她們為「後結構理論女性主義者」 。